# Morristown (Minnesota)
Morristown és una població dels Estats Units a l'estat de Minnesota. Segons el cens del 2000 tenia 981 habitants.

## Demografia
Segons el cens del 2000, Morristown tenia 981 habitants, 363 habitatges, i 258 famílies. La densitat de població era de 435,4 habitants per km².
Dels 363 habitatges en un 37,2% hi vivien nens de menys de 18 anys, en un 55,4% hi vivien parelles casades, en un 11,8% dones solteres, i en un 28,9% no eren unitats familiars. En el 24,8% dels habitatges hi vivien persones soles l'11,6% de les quals corresponia a persones de 65 anys o més que vivien soles. El nombre mitjà de persones vivint en cada habitatge era de 2,65 i el nombre mitjà de persones que vivien en cada família era de 3,17.
Per edats la població es repartia de la següent manera: un 29,4% tenia menys de 18 anys, un 7,4% entre 18 i 24, un 32,2% entre 25 i 44, un 17,3% de 45 a 60 i un 13,7% 65 anys o més.
L'edat mediana era de 34 anys. Per cada 100 dones de 18 o més anys hi havia 95,2 homes.
La renda mediana per habitatge era de 36.538 $ i la renda mediana per família de 41.382 $. Els homes tenien una renda mediana de 29.375 $ mentre que les dones 24.808 $. La renda per capita de la població era de 15.762 $. Entorn del 7,7% de les famílies i el 10,8% de la població estaven per davall del llindar de pobresa.

## Poblacions més properes
El següent diagrama mostra les poblacions més properes.